# 膨脹表孔珊瑚
膨脹表孔珊瑚（学名：Montipora turgescens）为軸孔珊瑚科表孔珊瑚屬下的一个种。